# Minot Point
Minot Point is een rotspunt halverwege de westkust van Brabanteiland, in de Palmerarchipel in Antarctica.
Het ligt 3 km ten westen van de voet van de Mount Parry. Het punt is in kaart gebracht door middel van foto's, die genomen zijn door Hunting Aerosurveys Ltd in 1956–57, waardoor de Engelsen het een naam konden geven. De UK Antarctic Place-Names Committee heeft de rotspunt vernoemd naar de Amerikaanse natuurkundige George R. Minot, tevens medeprijswinnaar van een Nobelprijs voor zijn onderzoek naar levertherapie bij pernicieuze anemie.